# Trait CJC

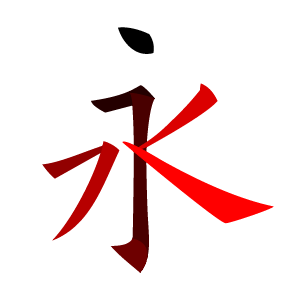
Le caractère chinois 永, qui signifie « pour toujours » ou « permanence », comporte une grande variété de traits différents.

Les traits CJC (chinois simplifié : 笔画 ; chinois traditionnel : 筆畫 ; pinyin : Bǐhuà), parfois nommés traits CJK, sont les traits utilisés pour l'écriture des caractères chinois réguliers. Ces traits peuvent être arrangés et combinés pour former les sinogrammes en usage en Chine, au Japon et en Corée.